# Pehčevo
Pehčevo (makedonski: Пехчево) je najistočniji gradić u Republici Makedoniji blizu granice s Bugarskom sa
3 067 stanovnika.
Sjedište je istoimene Općine Pehčevo, koja ima 5 517 stanovnika (po popisu iz 2002.).

## Zemljopisne odlike
Pehčevo se nalazi na padinama planine Vlaine, na nadmorskoj visini od oko 1000 m, na obadvije obale Pehčevske rijeke koja izvire ispod vrha planine Kadijica (1932 m). To je planinski gradić,  okružen gustim hrastovim šumama, i brojnim potocima i slapovima koji tvore rijeku Bregalnicu. Pehčevo i njegova okolica dio su Maleševskog kraja poznatog po ovčarstvu i siru (Maleševsko sirenje).
Po lokalnim sagama, Pehčevo je dobilo ime bo brojnim pećima (makedonski печки = peći) za topljenje ruda kojih je u Pehčevu i okolici bilo neobično puno za antičkih vremena, tad je to bio rudarski kraj.

## Povijest
Pored Pehčeva na desnoj obali rijeke Bregalnice kod mjesta Gradiše (ili 
Manastirište) postoje ostaci rimskog naselja. Na padinama brda Bukovik kod mjesta Rudište (ili Rakovec) oko 3 km istočno od Pehčeva nalaze se ostaci kasnoantičkog i srednjovjekovnog rudarskog naselja.
Arheološko nalazište Sv.Petka nalazi se kod sela Čiflik. Zadnjim iskapanjima provedenim 2003. – 2004., otkrivena je trobrodna manastirska crkva s polukružnom apsidom na glavnom brodu te narteksom i egozonarteksom. To je objekt dimenzija 27,8 х 15,9 m, građen i pregrađivan šest puta. Najstariji objekt je iz VI st., tada je to bila jednobrodna crkva s narteksom. 
Ostale pregradnje su iz XI st. - XIV st. Okolo crkve pronađeno je 80 grobova s kovanicama i metalnim nakitom iz doba cara Justinijana I. (527. – 565.).
Kod mjesta Slikovo nalazi se arheološko nalazište Manastir, s temeljima ranokršćanske crkve iz VI st. dimenzija 7 x 13 m.
Postoje neke indicije da se u blizini Pehčeva nalazio srednjovjekovni književni centar Raven, u kojem su braća Ćiril i Metod sastavili glagoljicu najstarije slavensko pismo.
Pred kraj XIX st. Pehčevo je postao upravno središte male otomanske kaze. Tako je po jednom turskom popisu iz 1878. godine Pehčevo imalo svega 360 domaćinstava, s 360 Kršćana i 455 Muslimanska stanovnika. No već 1900. godine, po procjenama bugarskog povjesničara Vasila Kljunčova Pehčevo je imalo oko 3 300 stanovnika Muslimana, 700 Kršćana i 70 Roma.

## Stanovništvo
Po popisu stanovništa iz 2002. gradić Pehčevo imao je 3 067 stanovnika, a njihov etnički sastav bio je sljedeći:
| Nacionalnost | Ukupno |
| Makedonci    | 3 067  |
| Romi         | 123    |
| Turci        | 31     |
| Srbi         | 6      |
| Vlasi        | 2      |
| ostali       | 8      |

## Gospodarstvo
Glavne privredne grane u Pehčevu su drvna industrija, zemljoradnja i stočarstvo. Najveći pogoni drvne industrije su; Bomeks Refraktori, Napredok i Fagus.

## Vanjske poveznice
- Pehčevo na Stranicama investirajte u Makedoniju[neaktivna poveznica]